# Новогуйвинська селищна рада
Новогуйвинська се́лищна ра́да (до 1973 року — Гуйвинська селищна рада) — орган місцевого самоврядування Новогуйвинської селищної територіальної громади Житомирського району Житомирської області з розміщенням в селищі міського типу Новогуйвинське.

## Склад ради

### VIII скликання
За результатами місцевих виборів 2020 року депутатами ради стали:
| ПІБ                                | Дата народження | Суб'єкт висування               | Освіта           | Місце проживання                        | Місце роботи |
| Заєць Ігор Миколайович             | 1975-10-04      | ЄВРОПЕЙСЬКА СОЛІДАРНІСТЬ        | Вища             | с. Сінгури                              | «Вчитель Загально освітня школа № 13 м. Житомира»                                                                   |
| Мельник Олександр Петрович         | 1961-08-19      | СИЛА І ЧЕСТЬ                    | Вища             | с. Іванківці                            | «Директор Територіальний цент соціального обслуговування (надання соціальних послуг) громадян Житомирського району» |
| Когут Олексій Валерійович          | 1988-01-14      | ПРОПОЗИЦІЯ                      | Вища             | смт. Озерне                             | Директор Товариство з обмеженою відповідальністю «Полбіорес»                                                        |
| Плющ Павло Ігорович                | 1987-08-23      | ПРОПОЗИЦІЯ                      | Вища             | смт. Озерне                             | Торговельний представник Підприємство з іноземною інвестицією «Імперіал ТабакоЮкреїн»                               |
| Лихотворик Анатолій Петрович       | 1968-07-01      | СВОБОДА                         | Вища             | с. Вертокиївка                          | Фізична особа-підприємець                                                                                           |
| Чемоданова Вікторія Миколаївна     | 1980-02-15      | БАТЬКІВЩИНА                     | Вища             | м. Житомир                              | «Вчителька Новогуйвинська гімназія»                                                                                 |
| Приведьон Віталій Миколайович      | 1978-06-23      | СЛУГА НАРОДУ                    | Вища             | смт. Гуйва                              | Заступник начальника відділу Акціонерне товариство «Житомиробленерго»                                               |
| Гребенюк Олександр Павлович        | 1955-08-19      | СВОБОДА                         | Вища             | с. Пряжів                               | «Завідувач Троянівська медична амбулаторія ЦПМСД Житомирської районної ради»                                        |
| Медведюк Олександр Володимирович   | 1965-03-29      | БАТЬКІВЩИНА                     | Вища             | м. Житомир                              | Директор ТОВ «ВКФ» «ГРАНД-АВТО»                                                                                     |
| Янович Сергій Аркадійович          | 1960-08-24      | СИЛА І ЧЕСТЬ                    | Вища             | с. Сінгури                              | "Завідувач складу Товариство з обмеженою відповідпльністю «Преміум фінанс груп»                                     |
| Захарчук Олексій Миколайович       | 1975-04-23      | СИЛА І ЧЕСТЬ                    | Вища             | смт. Озерне                             | Пенсіонер |
| Чепюк Сергій Миколайович           | 1966-02-02      | ЄВРОПЕЙСЬКА СОЛІДАРНІСТЬ        | Вища             | с. Пряжів                               | «Директор Комунальне підприємство стоматологічних послуг № 1 Житомирської міської ради»                             |
| Лихотворик Володимир Володимирович | 1980-06-25      | БАТЬКІВЩИНА                     | Вища             | м. Житомир                              | Фізична особа-підприємець                                                                                           |
| Попов Віктор Германович            | 1953-06-22      | ЗА МАЙБУТНЄ                     | Вища             | смт. Озерне                             | Пенсіонер |
| Глінчевський Віталій Олександрович | 1957-05-08      | ОПОЗИЦІЙНА ПЛАТФОРМА — ЗА ЖИТТЯ | Вища             | с. Пряжів                               | Пенсіонер |
| Михайлов Антон Миколайович         | 1976-05-07      | ЗА МАЙБУТНЄ                     | Вища             | смт. Новогуйвинське                     | Фізична особа-підприємець                                                                                           |
| Дорожинський Олександр Андрійович  | 1984-08-15      | ЄВРОПЕЙСЬКА СОЛІДАРНІСТЬ        | Вища             | смт. Новогуйвинське                     | Консультант Житомирська обласна рада                                                                                |
| Головаков Денис Володимирович      | 1987-12-21      | ОПОЗИЦІЙНА ПЛАТФОРМА — ЗА ЖИТТЯ | Вища             | м. Житомир                              | Тимчасово не працює                                                                                                 |
| Голік Тетяна Ігнатівна             | 1955-12-16      | СВОБОДА                         | Вища             | с. Сінгури                              | Сторож Житомирська районна рада                                                                                     |
| Котвицький Сергій Валерійович      | 1976-12-24      | СЛУГА НАРОДУ                    | Вища             | с. Сінгури (2015) / смт. Новогуйвинське | Адвокат |
| Мудренок Надія Михайлівна          | 1968-10-27      | СИЛА І ЧЕСТЬ                    | Вища             | смт. Новогуйвинське                     | «Головний спеціаліст Управління екології та природних ресурсів Житомирської облдержадміністрації»                   |
| Кислицький Олег Григорович         | 1964-09-20      | ЗА МАЙБУТНЄ                     | Вища             | с. Скоморохи                            | Пенсіонер |
| Левицький Ігор Миколайович         | 1973-04-19      | ОПОЗИЦІЙНА ПЛАТФОРМА — ЗА ЖИТТЯ | Вища             | м. Житомир                              | Пенсіонер |
| Ловинюк Олександр Геннадійович     | 1986-07-28      | ПРОПОЗИЦІЯ                      | Вища             | смт. Новогуйвинське                     | Тимчасово не працює                                                                                                 |
| Мельник Лілія Йосипівна            | 1977-06-17      | СЛУГА НАРОДУ                    | Загальна середня | смт. Новогуйвинське                     | Фізична особа-підприємець                                                                                           |
| Дєньга Віктор Анатолійович         | 1970-08-19      | БАТЬКІВЩИНА                     | Вища             | м. Київ                                 | «Фінансовий директор ПП „Глибочанське-ОСМВ“»                                                                        |

### VI скликання
За результатами місцевих виборів 2010 року депутатами ради стали:

#### За суб'єктами висування
| Суб'єкт висування       | Кількість обраних депутатів | %    |
| ----------------------- | --------------------------- | ---- |
| Самовисування           | 26                          | 81,3 |
| Партія регіонів         | 3                           | 9,4  |
| Партія «Справедливість» | 3                           | 9,4  |

#### За округами
| № округу                | Прізвище, ім'я, по батькові       | Дата визнання обраним | Освіта             | Партійна приналежність                        | Відомості про обраного депутата               |
| ----------------------- | --------------------------------- | --------------------- | ------------------ | --------------------------------------------- | --------------------------------------------- |
| Партія регіонів         |                                   |                       |                    |                                               |                                               |
| 12                      | Непомнящий Віктор Павлович        | 01.11.2010            | вища               | член Партії регіонів                          | ДП ЖРМЗ, начальник цеху                       |
| 13                      | Мазурук Ольга Петрівна            | 01.11.2010            | вища               | член Партії регіонів                          | ДП ЖРМЗ, референт                             |
| 21                      | Каменська Інна Іллівна            | 01.11.2010            | вища               | позапартійна                                  | Новогуйвинська селищна рада, економіст        |
| Партія «Справедливість» |                                   |                       |                    |                                               |                                               |
| 17                      | Плотніков Віктор Олександрович    | 01.11.2010            | вища               | член Партії «Справедливість»                  | ВЧ А3358, завідувач складом                   |
| 25                      | Ілларіонова Валентина Іванівна    | 01.11.2010            | середня спеціальна | позапартійна                                  | ВЧ А 3358, бухгалтер                          |
| 32                      | Євтюхов Володимир Михайлович      | 01.11.2010            | вища               | позапартійний                                 | ВЧ А 3358, інженер                            |
| Самовисування           |                                   |                       |                    |                                               |                                               |
| 1                       | Мирончук Юрій Григорович          | 01.11.2010            | вища               | позапартійний                                 | ФОП Мирончук                                  |
| 2                       | Желєзнікова Наталія Ростиславівна | 01.11.2010            | вища               | позапартійна                                  | пенсіонер                                     |
| 3                       | Дембровська Ніна Володимирівна    | 01.11.2010            | вища               | позапартійна                                  | Інститут медсестринства, бухгалтер            |
| 4                       | Міроненко Олександр Гаврилович    | 01.11.2010            | вища               | позапартійний                                 | Новогуйвинське ВЖРЕКП, головний інженер       |
| 5                       | Міщенко Анатолій Дмитрович        | 01.11.2010            | середня спеціальна | позапартійний                                 | Новогуйвинське ВЖРЕКП, майстер                |
| 6                       | Маркосян Володимир Грачікович     | 01.11.2010            | вища               | член Партії регіонів                          | ДП ЖРМЗ, профком                              |
| 7                       | Ожоженко Олена Миколаївна         | 01.11.2010            | середня            | позапартійна                                  | приватне підприємство                         |
| 8                       | Слінчук Валентина Іванівна        | 01.11.2010            | вища               | позапартійна                                  | Новогуйвинська Гімназія, заступник директора  |
| 9                       | Решотка Надія Миколаївна          | 01.11.2010            | середня спеціальна | член Політичної партії «Сильна Україна»       | ФОП Решотка                                   |
| 10                      | Ольшевська Людмила Едуардівна     | 02.01.2011            | середня спеціальна | позапартійна                                  | приватний підприємець                         |
| 11                      | Мельник Тетяна Сергіївна          | 01.11.2010            | середня спеціальна | позапартійна                                  | ДП ЖРМЗ, комірник                             |
| 14                      | Решотка Володимир Васильович      | 01.11.2010            | вища               | член Політичної партії «Сильна Україна»       | ФОП Рєшотка Н. М.                             |
| 15                      | Суліма Дмитро Іванович            | 01.11.2010            | середня спеціальна | позапартійний                                 | ДКСП Стоматол макс, зубний лікар              |
| 16                      | Гончаренко Зоя Григорівна         | 01.11.2010            | вища               | позапартійна                                  | Селищний голова Новогуйвинської селищної ради |
| 18                      | Клеван Юрій Миколайович           | 01.11.2010            | вища               | позапартійний                                 | ВЧ А1724, командир                            |
| 19                      | Стецик Сергій Васильович          | 01.11.2010            | вища               | позапартійний                                 | пенсіонер                                     |
| 20                      | Ловинюк Олександр Віталійович     | 08.07.2012            | вища               | член Всеукраїнського об'єднання «Свобода»     | ГО «Поліщук», голова                          |
| 22                      | Гуменюк Людмила Миколаївна        | 01.11.2010            | середня спеціальна | позапартійна                                  | ПП Гуменюк ЛМ                                 |
| 23                      | Юрчук Володимир В'ячеславович     | 01.11.2010            | вища               | позапартійний                                 | ВЧ А2038, технік                              |
| 24                      | Тутунару Олексій Васильович       | 01.11.2010            | вища               | член Комуністичної партії України (оновленої) | ВЧ А 2038, технік                             |
| 26                      | Лучко Леонід Петрович             | 01.11.2010            | середня спеціальна | позапартійний                                 | пенсіонер                                     |
| 27                      | Фаріон Олег Леонідович            | 01.11.2010            | середня            | позапартійний                                 | Будинок управління № 3, машиніст              |
| 28                      | Плесовських Пилип Леонтійович     | 15.11.2010            | вища               | позапартійний                                 | ВЧ А-2053, начальник відділення               |
| 29                      | Бобер Олег Павлович               | 01.11.2010            | вища               | член Всеукраїнського об'єднання «Свобода»     | приватне підприємство                         |
| 30                      | Діденко Богдан Миколайович        | 01.11.2010            | вища               | позапартійний                                 | ВЧ А 2038, начальник групи                    |
| 31                      | Захарова Олена Вікторівна         | 01.11.2010            | середня спеціальна | позапартійна                                  | Будинок управління № 3, секретар-друкарка     |

### Керівний склад попередніх скликань
| Прізвище, ім'я, по батькові  | Основні відомості                                                                                             | Дата обрання | Дата звільнення |
| ---------------------------- | --- | ------------ | --------------- |
| Гарбуз Валерій Олександрович | Селищний голова, 1954 року народження, освіта вища, член Комуністичної партії України                         | 26.03.2006   | 31.10.2015      |
| Гончаренко Зоя Григорівна    | Селищний голова                                                                                               | 31.10.2015   | 08.12.2020      |
| Крутій Сергій Григорович     | Селищний голова, 1956 року народження, освіта вища, член політичної партії Всеукраїнське об'єднання «Свобода» | 08.12.2020   |                 |

Примітка: таблиця складена за даними сайту Верховної Ради України

## Історія
Раду було утворено 7 січня 1963 року, з адміністративним центром в смт Гуйва, в складі смт Гуйва та с. Озерне Пісківської сільської ради Коростишівського району Житомирської області.
Станом на 1 січня 1972 року Гуйвинська селищна рада входила до складу Житомирського району Житомирської області, на обліку в раді перебували селища міського типу Гуйва та Озерне.
15 березня 1973 року на облік поставлене селище військової частини 63641 Новогуйвинське. 19 березня 1973 року центр ради було перенесено до смт Новогуйвинське, після віднесення його до категорії селищ міського типу, з відповідним перейменуванням ради на Новогуйвинську.
До 2020 року — адміністративно-територіальна одиниця в складі Житомирського району Житомирської області з територією 34,17 км² та підпорядкуванням селищ міського типу Гуйва, Новогуйвинське і Озерне.
Перебувала в складі Житомирської міської ради (7.01.1963 р.) та Житомирського району (4.01.1965 р.).

### Населення
Відповідно до результатів перепису населення СРСР, кількість населення ради, станом на 12 січня 1989 року, становила 10 945 осіб.
Станом на 5 грудня 2001 року, відповідно до перепису населення України, кількість мешканців селищної ради становила 11 878 осіб.